# Kultura Osmanskega cesarstva
Osmanska kultura se je razvijala več stoletij, ko je vladajoča uprava Turkov absorbirala, prilagajala in spreminjala različne domorodne kulture osvojenih dežel in njihovih ljudstev. Vpliv so imeli običaji in jeziki islamskih družb, medtem ko je perzijska kultura pomembno prispevala prek Turkov Seldžukov, predhodnikov Osmanov. Kljub novejšim dodanim združitvam je bila osmanska rodbina, tako kot njihovi predhodniki v sultanatu Rum in Seldžuškem cesarstvu, pod vplivom perzijske kulture, jezika, navad in običajev. V svoji zgodovini je Osmansko cesarstvo imelo precejšnjo podložno populacijo pravoslavnih podložnikov, Armencev, Judov in Asircev, ki jim je bila dovoljena določena avtonomija po sistemu millet osmanske vlade in katerih posebne kulture je sprejela in prilagodila osmanska država.
Ko se je Osmansko cesarstvo širilo, je asimiliralo kulturo številnih regij pod svojo oblastjo in zunaj nje, pri čemer so bile zlasti pod vplivom turške, grško-rimske, islamske in perzijske kulture.

### Poezija
Kot pri mnogih osmanskih turških umetniških oblikah je tudi na poezijo, ustvarjeno za osmanski dvorni krog, močno vplivala klasična perzijska tradicija; je v knjižni jezik vstopilo veliko število perzijskih izposojenih besed, perzijski metri in oblike (kot so npr. Gazal).
V 19. stoletju in v obdobju tanzimatskih reform se je v turški poeziji začel pojavljati vpliv turške ljudske književnosti, do tedaj pretežno ustne, naraščal pa je tudi vpliv evropske književnosti; prišlo je do ustreznega upada klasične dvorne poezije. Tevfik Fikret, rojen leta 1867, pogosto velja za utemeljitelja moderne turške poezije. Recaizade Mahmud Ekrem, osmanski pisatelj in intelektualec, je svojo zgodnjo kariero tudi začel s pisanjem pesmi v časopisu İbrahima Şinasija, Tasvir-i Efkar. Kasneje v svoji karieri je pomagal pri nastanku literarnega gibanja v cesarstvu – Servet-i Fünun. Recaizade Mahmud Ekrem je objavil pesmi, kot so Ah Nijad!, Şevki Yok in Güzelim.

### Ljudska literatura
Po mnenju Mehmeta Fuata Köprülüja ima osmansko-turška ljudska književnost po temah tri sfere. Najprej so teme, ki izvirajo iz stare turške tradicije. Drugič, verske teme, ki izvirajo iz islamske tradicije. Nazadnje, teme, ki izhajajo iz perzijske tradicije, ki niso verske, ampak večinoma umetne teme.

### Proza
Pred 19. stoletjem je bila osmanska proza izključno nefiktivna in je bila veliko manj razvita kot osmanska poezija, deloma zato, ker je večina sledila pravilom prvotno arabske tradicije rimane proze (Saj'). Kljub temu so bile aktualne številne zvrsti - potopis, politična razprava in biografija.
Od 19. stoletja se je začel čutiti vse večji vpliv evropskega romana, zlasti francoskega. Začenši z Taaşuk-u Tal'at ve Fitnat  Frashëri Samija, ki velja za prvi turški roman, ki je izšel leta 1872; druga pomembna osmanska pisca proze sta bila Ahmet Mithat in Halit Ziya Uşaklıgil.

## Arhitektura
Osmanska arhitektura je bila sinteza seldžuških arhitekturnih tradicij, kar je vidno v stavbah v  Konyi, mameluške arhitekture in bizantinske arhitekture; največji razvoj je dosegla v velikih javnih stavbah, kot so mošeje in karavanseraji, v 16. stoletju.
Najpomembnejša osebnost na tem področju, arhitekt in inženir iz 16. stoletja Mimar Sinan, je bil muslimanski spreobrnjenec z ozadjem janičarjev. Njegova najbolj znana dela sta bili Selimova mošeja v Odrinu in Sulejmanova mošeja v Konstantinoplu. Eden od njegovih učencev, Sedefkar Mehmed Agha, je zasnoval Modro mošejo iz zgodnjega 17. stoletja, ki velja za zadnjo veliko stavbo klasične osmanske arhitekture.

## Dekorativna umetnost

### Kaligrafija
Kaligrafija je imela pod Osmani prestižen status, njeno tradicijo pa je oblikovalo delo abasidskega kaligrafa Yaquta al-Musta'simija iz Bagdada, čigar vpliv se je razširil po islamskem svetu, sam al-Musta'simi pa je bil verjetno anatolskega porekla.
Pisava Divanî je kurzivni in izrazito osmanski slog arabske kaligrafije, ki se je razvil v 16. in zgodnjem 17. stoletju. Izumil ga je Housam Roumi, največji razvoj pa je dosegel pod Sulejmanom I. Veličastnim (1520–1566). Zelo dekorativno pisavo je odlikovala zapletenost črt in tesno sosedje črk v besedah. Druge oblike so vključevale tekočo, zaokroženo pisavo Nash (qalam an-naskh), ki jo je izumil abasidski kaligraf Ali Muhammad ibn Muqlah iz 10. stoletja, in Ta'liq, ki temelji na perzijskem slogu Nastalik.
Znani osmanski kaligrafi so Seyyid Kasim Gubari, Şeyh Hamdullah, Ahmed Karahisari in Hâfiz Osman.

### Miniature
Na osmansko tradicijo slikanja miniatur, za ilustracijo rokopisov ali uporabo v namenskih albumih, je močno vplivala perzijska umetniška oblika, čeprav je vključevala tudi elemente bizantinske tradicije iluminacije in slikanja. Grška akademija slikarjev,  Nakkashane-i-Rum je bila ustanovljena v palači Topkapi v 15. stoletju, v začetku naslednjega stoletja pa je bila dodana podobna perzijska akademija, Nakkashane-i-Irani.

### Umetnost tkanja preprog in tekstila
Umetnost tkanja preprog je bila še posebej pomembna v Osmanskem cesarstvu, saj so imele preproge izjemen pomen tako kot dekorativna oprema, bogata z versko in drugo simboliko, kot tudi kot praktična oprema, saj je bilo običajno sezuti čevlje v bivalnih prostorih. Tkanje takšnih preprog izvira iz nomadskih kultur srednje Azije (preproge so lahko prenosljiva oblika opreme), sčasoma pa se je razširilo na naseljene družbe Anatolije. Turki so uporabljali preproge in vzorčaste čilime ne le na tleh v sobi, temveč tudi za obešanje na stenah in vratih, kjer so zagotavljali dodatno izolacijo. Običajno so jih darovali tudi mošejam, ki so pogosto zbirale velike njihove zbirke.
Posebno čislane so bile preproge iz Hereke, ki so bile narejene iz svile ali kombinacije svile in bombaža ter zapleteno zavozlane. Drugi pomembni modeli so vključevali preproge Palace, Yörük, Ushak in Milas ali Türkmen. Yörük in Türkmen sta predstavljali bolj stilizirane oblike, medtem ko so v Palaci prevladovali naturalistični dizajni.

### Draguljarstvo
Osmansko cesarstvo je bilo znano po kakovosti svojih draguljarjev, predvsem pa po nakitu, ki so ga izdelovali. Poseben pomen je imel nakit, saj so ga običajno podarili na porokah, kot darilo, ki bi ga lahko uporabili kot obliko prihranka. Srebro je bilo najpogosteje uporabljen material, zlato pa je bilo rezervirano za kose z višjim statusom; modeli so pogosto prikazovali zapleteno filigransko delo in vključevali perzijske in bizantinske motive. Razvoj oblikovanja je odražal okuse osmanskega dvora, pri čemer je perzijska safavidska umetnost na primer postala vplivna po osmanskem porazu Ismaila I. po bitki pri Chaldiranu leta 1514. Na podeželskih območjih cesarstva je bil nakit enostavnejši in je pogosto vključeval zlate kovance (osmanski altin), vendar so se vzorci Konstantinopla kljub temu razširili po celotnem osmanskem ozemlju in so se odražali celo v kovinskih izdelkih Egipta in severne Afrike.
Večina draguljarjev in zlatarjev je bila krščanskih Armencev in Judov, vendar je zanimanje Osmanov za sorodno umetnost urarstva povzročilo, da so se številni evropski zlatarji, urarji in graverji draguljev preselili v Carigrad, kjer so delali v četrti za tujce, Galata.

## Performance

### Glasba
Poleg glasbene tradicije svojih sestavnih ljudstev je Osmansko cesarstvo razvilo poseben slog dvorne glasbe, osmansko klasično glasbo. To je bila predvsem vokalna oblika z instrumentalno spremljavo, zgrajena na sistemu makamlar, naboru melodij, z ustreznim nizom ritmičnih vzorcev, imenovanih usul.
Druga značilnost osmanske glasbe so bili mehterân, vojaške godbe, ki so jih uporabljali janičarji in spremstva visokih uradnikov. Te godbe so bile predniki sodobnih vojaških godb, pa tudi pihalnih ansamblov, priljubljenih v tradicionalni balkanski glasbi.

### Noša
Oblačila Osmanskega cesarstva niso bila nekaj neokusnega, navajala so vero, narodnost in razred v Osmanskem cesarstvu pred 19. stoletjem. Takrat je bilo lahko vizualno videti status ljudi. Medtem ko sta bila palača in njen dvor razkošno oblečena, so se navadni ljudje ukvarjali le s tem, da bi se pokrili. Od vladavine Sulejmana Veličastnega so upravitelji sprejeli zakone o razkošju oblačil. Oblačenje muslimanov, kristjanov, judovskih skupnosti, duhovščine, trgovcev ter državnih in vojaških uradnikov je bilo v času vladavine Sulejmana Veličastnega še posebej strogo urejeno.
Ženska oblačila iz osmanskega obdobja so bila opažena na dvorcih in dvorih. Entari, kuşak, şalvar, başörtü, ferace so nadaljevali svoj obstoj brez večjih sprememb. V 16. stoletju so ženske na glavi nosile dvoslojni dolg entari in tül, žametni šal. Njihova zunanja oblačila so sestavljala ferace in yeldirme. Poenostavitev v 17. stoletju je bila očitna v notranjem entariju, ki so ga nosile pod obleko s kratkimi rokavi v obliki kaftana, ujemajoč se dodatek pa je bil pas.
Fes je bil na primer pokrivalo, ki je kazalo sodobnost v 1820-ih letih Osmanskega cesarstva, desetletje pozneje pa je bilo videti kot zaostalo oblačilo Turške republike.

### Ples
Ples je bil pomemben element osmanske kulture, ki je vključevala folklorne plesne tradicije številnih različnih držav in dežel na treh celinah; od Balkanskega polotoka in območij Črnega morja do Kavkaza, Bližnjega vzhoda in severne Afrike.
Ples je bil tudi ena izmed najbolj priljubljenih zabav v haremu palače Topkapı.
Trebušne plesalke po imenu Çengi so bile večinoma iz romske skupnosti. Danes živijo v istanbulskih romskih soseskah, kot so Sulukule, Kuştepe, Cennet in Kasımpaşa, še vedno prevladujejo v tradicionalnem trebušnem plesu in glasbenih zabavnih oddajah v tradicionalnih mestnih gostilnah.
Na razvedrilnih predstavah in praznovanjih so sodelovali tudi plesalci po imenu Köçek, ki so jih spremljali cirkuški akrobati po imenu Cambaz, izvajali težke trike in druge predstave, ki so pritegnile pozornost.

### Meddah
Meddah ali pripovedovalec je igral pred majhno skupino gledalcev, kot je občinstvo v kavarni. Predstava je bila na splošno o eni sami temi, meddah igra različne like, in je bila običajno uvedena tako, da se opozori na moralo, ki jo vsebuje zgodba. Meddah je uporabljal rekvizite, kot so dežnik, robec ali druga pokrivala, da bi označil spremembo značaja, in je bil vešč manipuliranja s svojim glasom in posnemanja različnih narečij. Pri predstavah ni bilo časovne omejitve; dober meddah je bil vešč prilagajanja zgodbe glede na interakcijo z občinstvom.
Meddahi so bili na splošno potujoči umetniki, katerih pot jih je vodila od enega velikega mesta do drugega, na primer po mestih ob cesti začimb; tradicija naj bi segala v Homerjev čas. Metode meddah so bile enake kot metode potujočih pripovedovalcev zgodb, ki so povezovali grške epe, kot sta Iliada in Odiseja, čeprav so bile glavne zgodbe zdaj Ferhat ile Şirin ali Layla in Majnun. Repertoarji meddah so vključevali tudi resnične zgodbe, spremenjene glede na občinstvo, umetnika in politično situacijo.
Znano je bilo, da so carigrajski meddah v svoje zgodbe vključili glasbila: to je bila glavna razlika med njimi in vzhodnoanatolskim dengbejinom.
Leta 2008 je bila umetnost meddah ponovno uvrščena na Reprezentativni seznam nesnovne kulturne dediščine človeštva.

### Karagöz (igra senc)
Turško senčno gledališče, znano tudi kot Karagöz ("Črnooki") po enem od njegovih glavnih junakov, izvira iz orientalskega gledališča igra senc. Danes znanstveniki na splošno menijo, da je tehnika enega samega lutkarja, ki ustvarja glasove za dialog, pripoveduje zgodbo in morda celo poje, pri čemer manipulira z lutkami, indonezijski izum.

## Osmanska kuhinja
Kuhinjo osmanske Turčije je mogoče razdeliti na kulinariko samega osmanskega dvora, ki je bila zelo prefinjena in dodelana fuzija številnih kulinaričnih tradicij cesarstva, njegovih predhodnikov (predvsem Bizantinskega cesarstva), in regionalne kuhinje kmetov in manjšin cesarstva, na katere je vplival pridelek njihovih območij. Riž je bil na primer glavna sestavina kuhanja visokega statusa (cesarske kuharje so najemali glede na spretnost, ki so jo pokazali pri kuhanju), vendar je v večini Anatolije, kjer je bil kruh osnovna žitna hrana, veljal za luksuzni izdelek.

### Pijače
- Turška kava – verjetno je bila uvedena iz levantinske arabske kulture, kava je postala osrednjega pomena v osmanski družbi – pogosto jo spremljajo nargile (vodna pipa).
- Ajran – tradicionalna pijača iz jogurta, ki je še vedno priljubljena na številnih območjih nekdanjega cesarstva.
- Šerbet - začinjena hladna sadna pijača.
- Rakı - tradicionalna turška alkoholna pijača.

### Hrana
- Lokum - je družina slaščic na osnovi gela škroba in sladkorja
- Şeker (bonboni)
  - Akide Şekeri
- Macun - je mehka, sladka in barvita turška karamela pasta
- Pestil - posušena sadna pulpa
- Sucuk - je suha, začinjena in fermentirana klobasa
- Šiš kebab - je tanka kovinska ali lesena palica, ki se uporablja za držanje kosov hrane skupaj
- Çörek - je sladek praznični kruh iz moke, mleka, masla, jajc in sladkorja ter običajno začinjen s pomarančno lupinico, smolo iz mastike (Pistacia lentiscus) ali mahlabom (aromatična začimba iz semen vrste češenj).
- Baklava - je sladica iz filo peciva, polnjena s sesekljanimi oreščki in sladkana s sirupom ali medom.
- Lahmacun - je okrogel, tanek kos testa, prekrit z mletim mesom (najpogosteje goveje ali jagnjetina), mleto zelenjavo in zelišči, vključno s čebulo, česnom, paradižnikom, rdečo papriko in peteršiljem, začinjen z začimbami, kot sta čili in paprika, nato pa pečen
- Döner - je vrsta kebaba, narejena iz mesa, pečenega na navpičnem pekaču
- Kebab - je pečena mesna jed

## Galerija
- Izlet z ladjo v potoku Göksu
- Ženske in otroci plešejo v haremu palače Topkapı
- Gospa z osmanskega dvora, ki igra Def v haremu